# Fritz Reiff

Fritz Reiff als „Heiliger Nepomuck“ am Schauspielhaus Leipzig

Fritz Reiff (* 5. Februar 1888; † 18. Januar 1953 in München) war ein deutscher Schauspieler bei Bühne und Film.

## Leben und Wirken
Reiff stand bereits im Alter von 20. Jahren im schweizerischen St. Gallen auf der Bühne und war noch vor Ausbruch des Ersten Weltkriegs Ensemblemitglied in Louise Dumonts Düsseldorfer Schauspielhaus. Nach dem Krieg fand er sich in Leipzig ein, wo er zu Beginn der 1920er Jahre erste Erfahrungen vor der Kamera als Stummfilmdarsteller sammeln konnte, um im Laufe desselben Jahrzehnts erneut ans Düsseldorfer Schauspielhaus zurückzukehren. Mit Beginn der 1930er Jahre wirkte Fritz Reiff an Breslaus Lobe- und Thalia-Theater, ehe er 1931 Berlin erreichte, um dort einem Ruf an das Deutsche Künstlertheater nachzukommen. Für die Spielzeit 1932/33 holte ihn anschließend Fritz Hirsch an das von ihm geleitete Schiller-Theater. Die Machtübernahme durch die Nationalsozialisten ließ Reiff die Reichshauptstadt wieder verlassen, und er ging zu Otto Falckenberg nach München, der Reiff an die Kammerspiele des von ihm geleiteten Schauspielhauses verpflichtete. Dort blieb Fritz Reiff den Rest seines Lebens und spielte tragende Nebenrollen wie etwa den Kottwitz in “Der Prinz von Homburg”, den Hausfreund in “Der eingebildete Kranke” oder den Diener in “Bunbury”.
Vor die Kamera kehrte Fritz Reiff erst kurz vor Beginn seiner Berliner Zeit zurück. Seine erste Tonfilmrolle war die des französischen Sozialisten und späteren Friedenskämpfers Jean Jaurès in Richard Oswalds Dreyfus-Verfilmung von 1930. Fortan sah man ihn mit kleinen und mittelgroßen Rollen als Respektsperson, Würdenträger und Honoratior: Er spielte unter anderem einen Grafen in „Der Katzensteg“, einen technischen Leiter in dem abgebrochenen Science-Fiction-Film Weltraumschiff I startet, einen Stabsoffizier in Das Fräulein von Barnhelm, einen Bankier in Der dunkle Tag sowie mehrere Richter wie beispielsweise in Der ewige Quell und Venus vor Gericht. Darüber hinaus wurde Reiff frühzeitig bei der Erstellung deutscher Fassungen von ausländischen Filmen als Synchronsprecher eingesetzt, so beispielsweise 1934/35 bei der britischen Abenteuergeschichte Die scharlachrote Blume.
In seinen letzten Lebensjahren kränkelnd, fand der alte Künstler die eine oder andere Hörfunkaufgabe; so sprach er beispielsweise 1950 den Richter in dem Stück “Belagerungszustand”, einer Inszenierung seines Kammerspiele-Chefs Hans Schweikart. Fritz Reiff starb zum Jahresbeginn 1953 im Alter von knapp 65 Jahren an den Folgen einer Operation.

## Filmografie
- 1922: Geheimbundsklaven, zwei Teile
- 1923: Die Spitzenklöpplerin von Valenciennes
- 1930: Dreyfus
- 1930: Das Flötenkonzert von Sans-souci
- 1932: Der falsche Tenor (Kurzfilm)
- 1933: Reifende Jugend
- 1937: Der Katzensteg
- 1938: Dreizehn Mann und eine Kanone
- 1939: Drei wunderschöne Tage
- 1939: Wasser für Canitoga
- 1939: Der ewige Quell
- 1940: Weltraumschiff I startet (unvollendet)
- 1940: Das Fräulein von Barnhelm
- 1941: Das Mädchen von Fanö
- 1941: Venus vor Gericht
- 1941: Zwischen Himmel und Erde
- 1942: Einmal der liebe Herrgott sein
- 1942: Die See ruft
- 1942: Der dunkle Tag
- 1943: Liebe, Leidenschaft und Leid
- 1943: Die keusche Sünderin
- 1943: Der unendliche Weg
- 1944/50: Die Schuld der Gabriele Rottweil
- 1949: Verspieltes Leben
- 1950: Rausch einer Nacht
- 1951: Unvergängliches Licht
- 1952: Des Feuers Macht